# Umar Nurmagomedov
Umar Nurmagomedov (em russo Нурмагомедов Омар) (Kizilyurt, 1 de março de 1996) é um  lutador russo de MMA que compete como peso galo e peso pena no Ultimate Fighting Championship, atualmente é o 3° colocado no ranking de sua divisão. Ele já competiu no Eagle Fighting Championship (EFC) e na PFL. Umar é também primo de Khabib Nurmagomedov, ex campeão do UFC.

## Carreira no MMA

### Início da Carreira
Umar Nurmagomedov fez sua estreia em 2016 no EFN, e acumulou um cartel de 12 vitórias e nenhuma derrota antes de ser contratado pelo UFC.

### Ultimate Fighting Championship
Em 2020 Umar foi contratado pelo UFC e iria estreiar em Abril do mesmo ano, porém, por problemas de saúde, sua estreia só foi concretizada em janeiro de 2021 contra Sergey Morozov. Ele venceu por finalização no segundo round.

## Cartel no MMA
| Cartel no MMA   |             |           |
| 19 lutas        | 18 vitórias | 1 derrota |
| Por nocaute     | 2           | 0         |
| Por finalização | 7           | 0         |
| Por decisão     | 9           | 1         |

| Res.    | Cartel | Oponente              | Método                   | Evento                                        | Data       | Round | Tempo | Local                      | Notas                                          |
| ------- | ------ | --------------------- | ------------------------ | --------------------------------------------- | ---------- | ----- | ----- | -------------------------- | ---------------------------------------------- |
| Derrota | 18–1   | Merab Dvalishvili     | Decisão (unânime)        | UFC 311: Makhachev vs. Moicano                | 18/01/2025 | 5     | 5:00  | Los Angeles Califórnia     | Pelo Cinturão Peso Galo do UFC; Luta da Noite. |
| Vitória | 18–0   | Cory Sandhagen        | Decisão (unânime)        | UFC Fight Night: Sandhagen vs. Nurmagomedov   | 03/08/2024 | 5     | 5:00  | Abu Dhabi                  |                                                |
| Vitória | 17–0   | Bekzat Almakhan       | Decisão (unânime)        | UFC Fight Night: Rozenstruik vs. Gaziev       | 02/03/2024 | 3     | 5:00  | Las Vegas, Nevada          |                                                |
| Vitória | 16–0   | Raoni Barcelos        | Nocaute (socos)          | UFC Fight Night: Strickland vs. Imavov        | 14/01/2023 | 1     | 4:40  | Las Vegas, Nevada          | Performance da noite.                          |
| Vitória | 15-0   | Nate Maness           | Decisão (unânime)        | UFC on ESPN: Tsarukyan vs. Gamrot             | 25/06/2022 | 3     | 5:00  | Las Vegas, Nevada          | Retorno ao peso galo.                          |
| Vitória | 14-0   | Brian Kelleher        | Finalização (mata leão)  | UFC 272                                       | 05/03/2022 | 1     | 3:15  | Las Vegas, Nevada          | Estreia no peso pena.                          |
| Vitória | 13-0   | Sergey Morozov        | Finalização (mata leão)  | UFC on ESPN: Chiesa vs. Magny                 | 20/01/2021 | 2     | 3:39  | Abu Dhabi                  | Estreia no UFC. Performance da Noite.          |
| Vitória | 12-0   | Braian Gonzalez       | Finalização (mata leão)  | GFC 20 - Gorilla Fighting 20                  | 23/11/2019 | 1     | 4:34  | Uzbequistão                |                                                |
| Vitória | 11-0   | Sidemar Honorio       | Decisão (unânime)        | PFL 6: 2019 Regular Season                    | 08/08/2019 | 3     | 5:00  | Atlantic City, Nova Jersey |                                                |
| Vitória | 10-0   | Taras Gryckiv         | Finalização (mata leão)  | GFC 14 - Gorilla Fighting 14: Dagestan        | 13/07/2019 | 1     | 2:46  | Kaspiysk, Daguestão        |                                                |
| Vitória | 9-0    | Wagner Lima           | Decisão (unânime)        | Battle on Volga 10 - Nurmagomedov vs Lima     | 14/04/2019 | 3     | 5:00  | Toliatti                   |                                                |
| Vitória | 8-0    | Saidyokub Kakhramonov | Decisão (unânime)        | PFL 7: Atlantic City                          | 03/08/2018 | 3     | 5:00  | Atlantic City, Nova Jersey | Estreia na PFL                                 |
| Vitória | 7-0    | Fatkhidin Sobirov     | Decisão (unânime)        | Samara MMA Federation - Battle on the Volga 4 | 11/05/2018 | 3     | 5:00  | Samara                     |                                                |
| Vitória | 6-0    | Shyudi Yamauchi       | Decisão (unânime)        | FNG - Fight Nights Global 83                  | 22/02/2018 | 3     | 5:00  | Moscou                     |                                                |
| Vitória | 5-0    | Nauruz Dzamikhov      | Decisão (unânime)        | FNG - Fight Nights Global 76                  | 08/10/2017 | 3     | 5:00  | Krasnodar                  |                                                |
| Vitória | 4-0    | Valisher Rakhmonov    | Finalização (mata leão)  | FNG - Fight Nights Global 71                  | 29/07/2017 | 2     | 4:45  | Moscou                     |                                                |
| Vitória | 3-0    | Alym Isabev           | Nocaute técnico (socos)  | FNG - Fight Nights Global 62                  | 31/03/2017 | 2     | 3:32  | Moscou                     |                                                |
| Vitória | 2-0    | Ulukbek Amanbaev      | Finalização (mata leão)  | Fight Star - Battle on Sura 6                 | 05/01/2017 | 1     | 4:12  | Penza                      |                                                |
| Vitória | 1-0    | Rishat Kharisov       | Finalização (guilhotina) | EFN - Fight Nights Global 57                  | 16/12/2016 | 2     | 3:28  | Moscou                     |                                                |